# Queen Mary’s House (St Andrews)

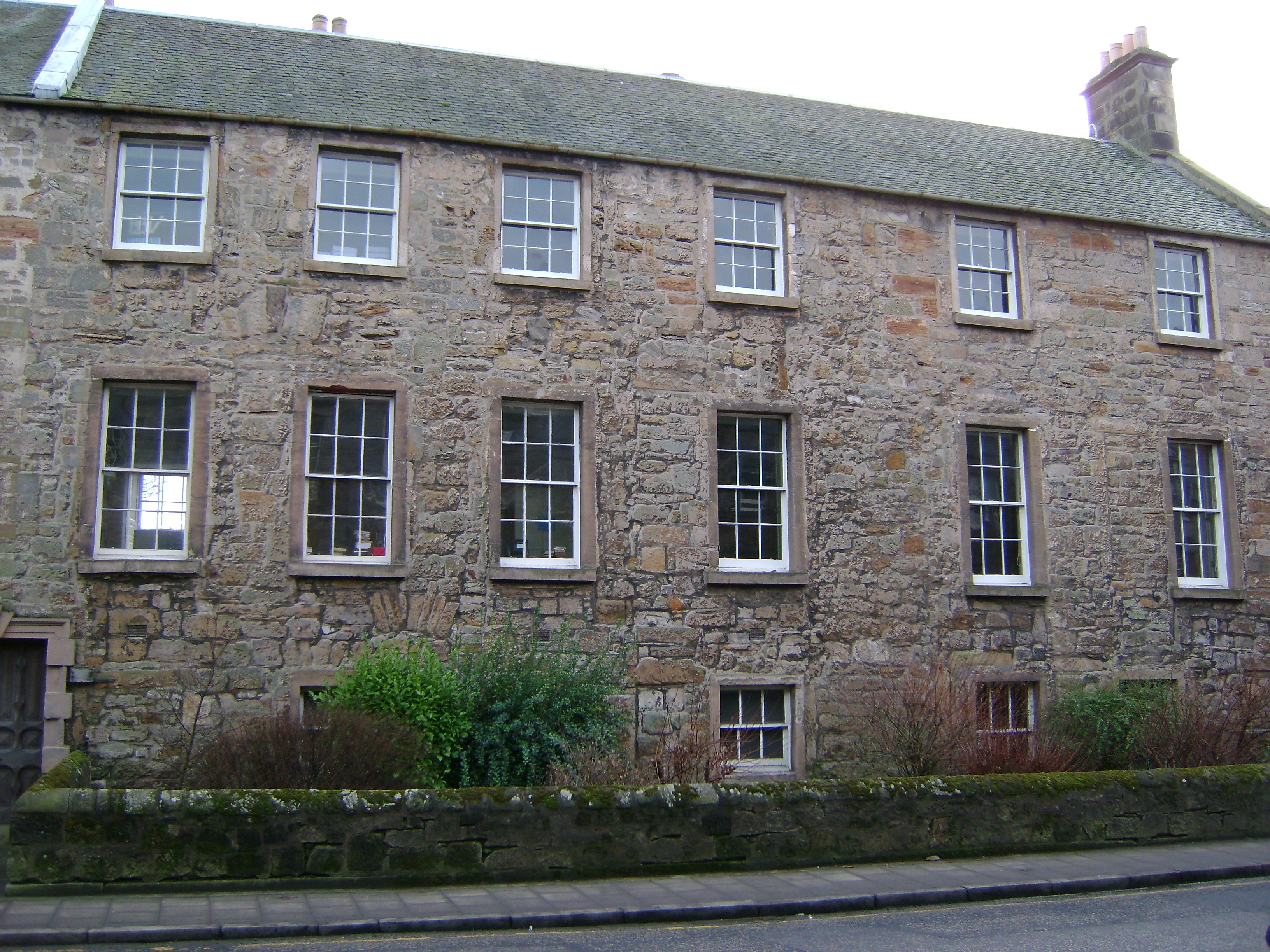
Queen Mary’s House

Queen Mary’s House ist ein ehemaliges Wohngebäude und heutige Bibliothek in der schottischen Stadt St Andrews in der Council Area Fife. 1959 wurde das Bauwerk als Einzeldenkmal in die schottischen Denkmallisten in der höchsten Denkmalkategorie A aufgenommen.

## Geschichte
Verschiedene Quellen geben das Baujahr 1523 für Queen Mary’s House an. Dieses ist jedoch umstritten. Die Grabplatte des 1496 verstorbenen Alexander Inglis, ehemaliger Bischof von Dunkeld und Erzdiakon von St Andrews, ist im Keller in das Mauerwerk eingelassen. Dies würde eher auf einen Bau in nachreformatorischer Zeit hindeuten. Möglicherweise wurde das Gebäude erst um 1590 errichtet. In diesem Zeitraum wurde anderenfalls eine Renovierung vorgenommen. Abermals im 17. Jahrhundert wird eine Überarbeitung angenommen.
Bei einem Besuch der Stadt soll die schottische Königin Maria Stuart in dem Gebäude genächtigt haben. Von diesem nicht gesicherten Umstand leitet sich die Bezeichnung Queen Mary’s House ab. Karl II. übernachtete dort während seines Besuches vom 4. bis zum 6. Juli 1650. Im Jahre 1527 wurde das Gebäude durch Reginald Fairlie restauriert und zur Bibliothek des St Leonard’s College der Universität St Andrews umgenutzt.

## Beschreibung
Das dreistöckige Queen Mary’s House steht an der South Street (A918) im historischen Zentrum St Andrews’ schräg gegenüber von The Roundel. Seine nordexponierte Bruchsteinfassade ist sechs Achsen weit. Links befindet sich die ornamentiert gefasste Eingangstüre. Das L-förmige Gebäude setzt sich an der Rückseite fort. Im Innenwinkel findet sich ein georgianisch gestaltetes, rustiziert gefasstes Portal. Die Giebelabschlüsse sind teils als schlichte Staffelgiebel gestaltet. Eine Grotte im Garten stammt aus dem 18. Jahrhundert.